# 海圻号巡洋舰
海圻号巡洋舰是清政府在甲午戰爭後的艦隊重建計畫中向英国阿姆斯特朗-惠特沃斯公司购置的防护巡洋舰（又称穹甲快船）。1896年下水，1898年服役，1937年9月25日为阻止日军溯长江西进自沉长江江阴航道阻塞线上。1960年打捞出水后拆毁。

## 艦歷

### 新生水師
在甲午戰爭戰敗後，清政府決議重建海軍，定購“海天”、“海圻”等艦，並開復北洋水師副將葉祖珪的革職處分，授為北京海軍水師統領。葉祖珪認為薩鎮冰的學識、經驗、為人等均遠勝於己，遂向朝廷推薦由薩鎮冰來任水師統領一職，薩鎮冰堅持不受，於是清廷便授予薩鎮冰擔任幫統兼“海圻”號的管帶。此外，清廷還派遣天津水師學堂畢業生謝葆璋出任副艦長。作為重建北洋艦隊的核心戰力，海圻艦與姊妹艦海天艦一同於1896年11月11日开工，1898年1月24日下水，1899年5月10日竣工服役。順帶一提，本级由英国设计师菲利浦·瓦茨主持设计。其与母型、阿根廷巡洋舰布宜诺斯艾利斯号防护巡洋舰基本相同，只是在细节上根据中方要求进行了修改。
海天級巡防艦返國成軍時正逢義和團運動高峰階段，大部分靠泊在山東省廟島的北洋艦隊軍艦在袁世凱的建議下南下到長江避禍，唯有海圻艦在薩鎮冰的堅持下留駐山東省，並讓蓬萊一帶的外國傳教士與僑民上艦庇護。並協助美國海軍俄勒岡號戰艦脫離擱淺，最後在俄勒岡號艦長勸說下，海圻艦在1900年7月初才離開山東省南下江陰，迴避義和團運動帶來的風波。

### 環遊世界

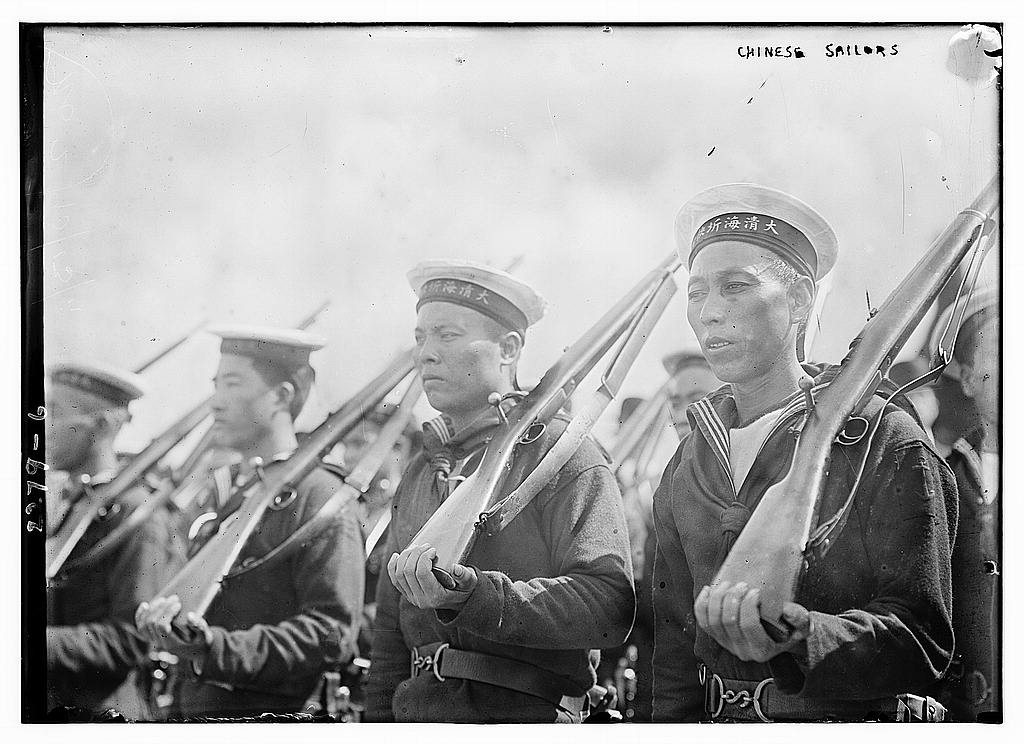
訪問紐約期間的海圻號水兵，當時已全數剪辮。

1911年4月，程璧光率領巡洋艦隊屬下海圻艦，前往英國參加英皇喬治五世加冕，然後出訪美國、古巴，航程30,850海浬，途經8個國家。同盟會員李鐵夫與趙公璧、鄧家彥冒死登艦，慷慨陳辭，希望海圻艦官兵加入同盟會，策動程璧光帶領艦隊官兵回國後起義，參與反清革命。駛至新加坡途中，程璧光下令各官兵剪去辮子。

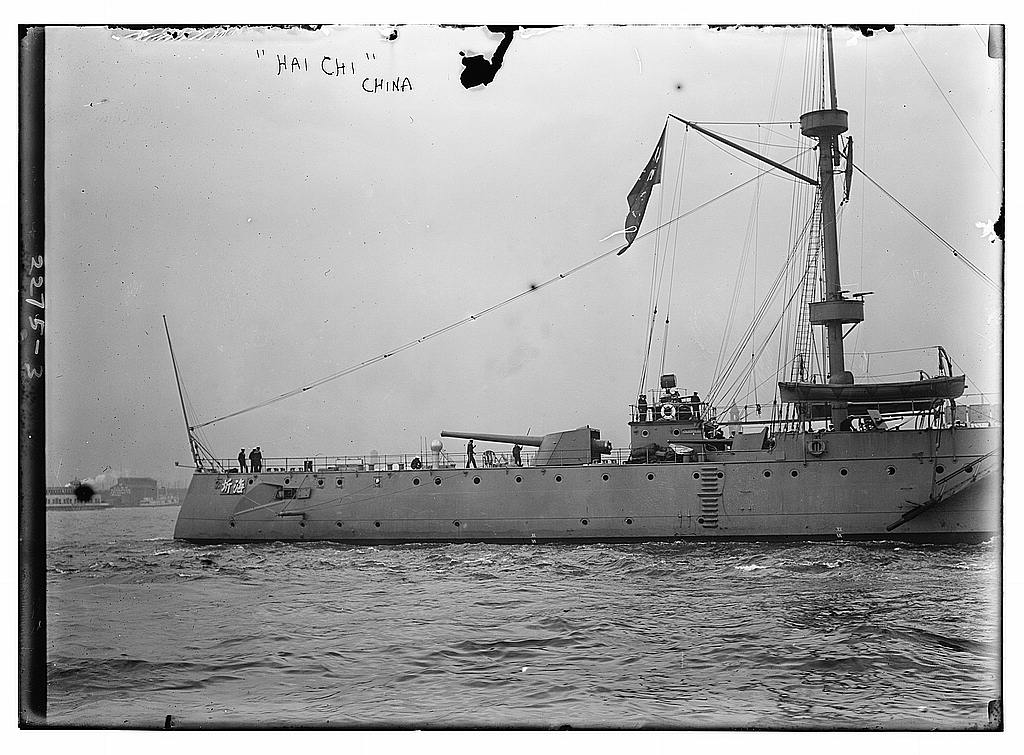
造訪紐約時的海圻號, 1911年9月

访问美国纽约期间，当地华人聚集第79大街与北河一带，争相雇船，想登上海圻号参观。美国人也不愿错过这个参观外国军舰的机会，海圻号的整洁以及舰上官兵的礼貌举止给美国人留下深刻印象。9月12日，程壁光在美国海军官员George F Cooper陪同下前往华盛顿。9月13日下午离开华盛顿往波士顿，並于周四造访總統。
當時因拉丁美洲發生排華暴亂, 海圻號奉清政府之命順訪古巴。8月, 海圻艦駛抵古巴首都哈瓦那。後來清廷代表已與墨西哥政府交涉, 取消訪墨。因為巴拿馬運河尚未開通, 任務結束後向東返航。10月，海圻艦途經英格蘭，傳來辛亥革命消息。程璧光及海圻艦管帶率艦上官兵支持革命，清朝海軍亦於12月決定支持革命，並推舉程為海軍總司令。1912年1月1日，海圻艦在英格蘭易幟，改用五色旗。同年5月，程璧光及海圻艦返回上海。

### 民初風波
1912年中华民国成立后，本舰编入第一舰队。1917年投入護法運動，作為護法艦隊核心戰力南下歸護法軍政府指揮，1923年北归，编入北洋海軍渤海舰队。1926年因渤海艦隊内讧解體，海圻艦投靠東北海軍，隸屬東北海軍海防第一艦隊。在反奉戰爭期間多次南下與支持直系的閩系海軍交戰，迫使閩系海軍退縮長江。在國民革命軍北伐戰爭期間再度和支持國民革命軍的閩系海軍交戰，並曾擊傷過海容級二號艦海籌。在東北易幟後，東北海軍被更名為中華民國海軍第三艦隊，為獨立於海軍部外由軍政部直轄，仍維持在東北軍體系下的獨立地位。轉入南京國民政府初期，海圻艦曾投入鎮壓據守廟島群島的張宗昌部隊之任務。

### 南下入廣
九一八事變後，東北海軍南撤青島。由於東北軍系統的軍事武力失去了長期以來的經濟來源，第三艦隊的財政只能依靠青島市長的沈鴻烈支應，長期下來軍艦開銷難以為續，因此官兵與第三舰队司令官沈鸿烈間隙日深，1933年6月，由海圻舰軍官關繼周起事叛變，偕同不滿沈鴻烈指揮的海容級海琛艦、肇和級肇和艦一起離開東北，史稱薛家島事件。7月抵達广东，由當時主政廣東的陳濟棠接收，將此三艘軍艦改編為粵海艦隊。
陳濟棠在控制海圻舰後，逐步撤換艦上的東北籍海軍軍官，因此引發艦上原有軍官將失去軍艦控制權的危機感，致使他們決定再度叛變，脫離廣東政府，是為两广事变。此次叛變在民國24年（1935）6月15日進行，由於肇和艦主機維修中無法運作，只有海圻、海琛得以叛逃，在突破虎門要塞後抵達香港。海圻艦的叛逃並無後續計畫，因此在香港後始與南京國民政府連繫，並接受南京政府的招降。但是海圻艦在北上期間遭到閩系海軍的主力——由寧海級寧海號為首的中華民國海軍第一艦隊攔截，因戰力代差懸殊因此逃入香港避戰。
逃入香港的海圻艦經過南京政府斡旋，在第一艦隊撤軍，不解除武裝的前提下海圻艦由非福建籍的海軍部次長陳策指揮北返南京，名義上歸附第三艦隊，但實際上由中華民國軍政部管理，靠泊在南京下關碼頭，而非海軍的高昌廟碼頭。

### 抗戰自沉
民國26年（1937）八一三事變後，國民政府在華中一帶開啟與日軍的全面戰爭，為了防止日軍艦隊沿長江直接開入南京。海軍決定將老舊的艦艇自沉阻塞長江航道滯遲日軍，稱「江陰阻塞線」，自沉艦艇中包括了海圻艦。海圻艦在兵工署協助拆除可用武裝後，在1937年9月25日進行自沉，成為了江陰封鎖線的一部分。海圻艦的主砲因老舊且缺乏彈藥之故未被卸除，僅拆除副砲與47公厘速射砲，速射砲隨後移植至南京的烏龍山砲臺，協助防禦江陰阻塞線。八年抗戰後，1960年5月27日，船體被截成兩段打撈出水後進行拆解，結束她的一生。